# Георгиос Ляпакис
Георгиос Ляпакис (на гръцки: Γεώργιος Λιαπάκης) е гръцки революционер, деец на Гръцката въоръжена пропаганда в Македония от началото на XX век. Георгиос Ляпакис е роден в Ретимно на остров Крит, тогава в Османската империя. Присъединява се към комитета на гръцката пропаганда в Македония и оглавява чета от 17 души.